# Kochbanane

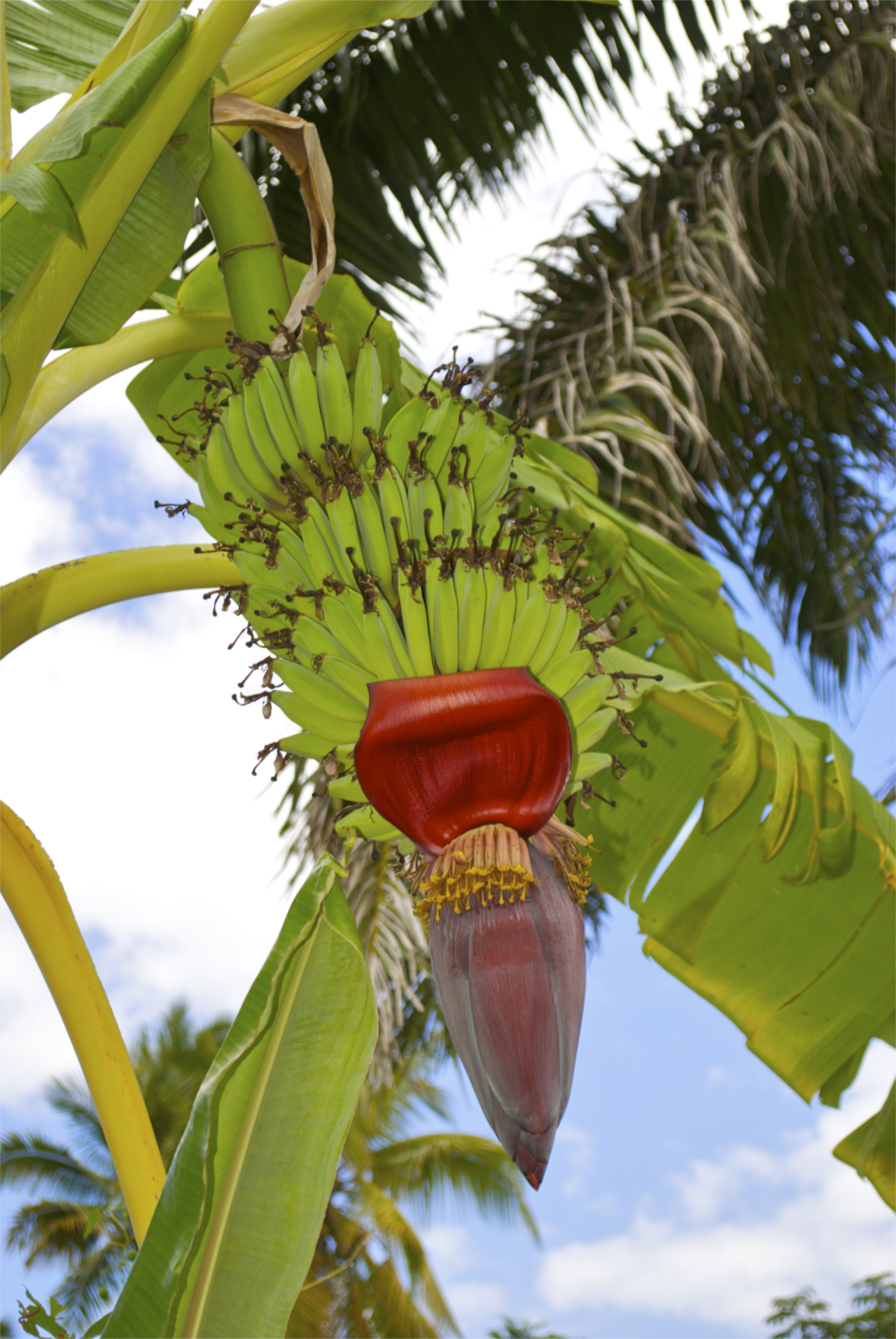
Blüten- und Fruchtstand der Kochbanane

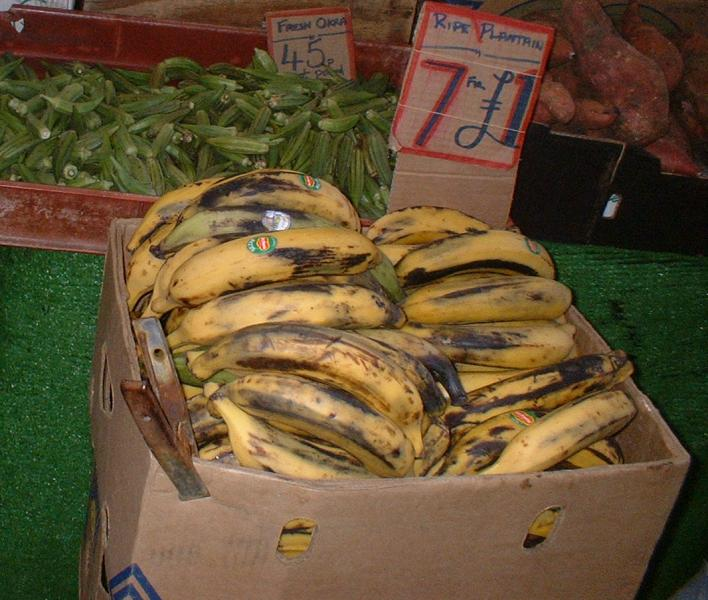
Reife Kochbananen auf einem britischen Markt

Die Kochbanane, auch Gemüsebanane, Mehlbanane oder Pisangfeige, ist die Frucht vieler Sorten der Bananenart Músa × paradisíaca L. Die Kochbanane ist in vielen tropischen und subtropischen Regionen Amerikas, Afrikas und Asiens ein Grundnahrungsmittel (ähnlich wichtig wie die Kartoffel in Europa) und ist als Austauschmehl für Zöliakiepatienten geeignet. Die Stärke wird wie bei der Dessertbanane in Zucker umgewandelt. Der vollreife Zustand ist erkennbar an der (fast) vollständig schwarz verfärbten Schale und dem weichen Fruchtfleisch; in diesem Zustand kann sie auch roh gegessen werden. In der Regel wird sie aber gekocht, gebacken, in Streifen oder Scheiben geschnitten frittiert oder gebraten. Seit einiger Zeit wird sie auch im deutschsprachigen Raum vertrieben.
Die Früchte zählen zu den Gemüsen oder Fruchtgemüsen im Gegensatz zu den Obstbananen.

## Anbau

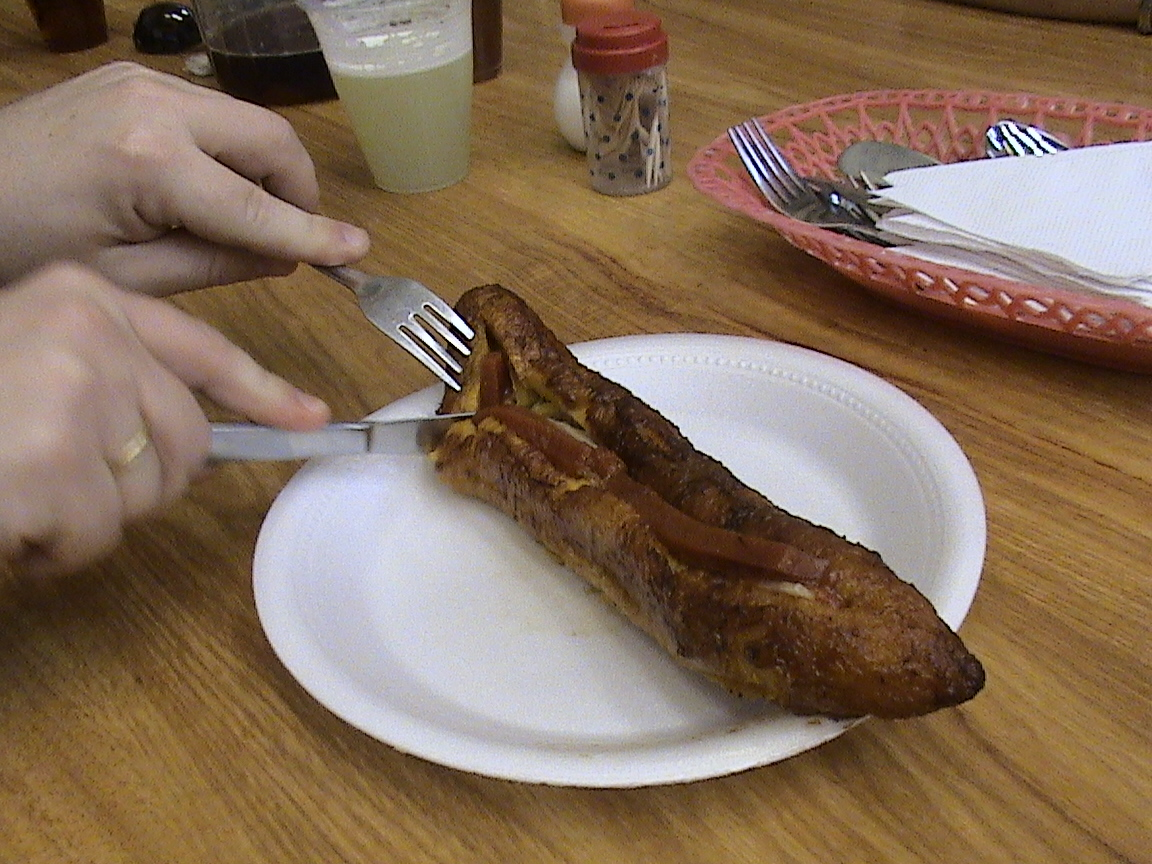
Kochbanane mit Guaven-Marmelade und Käse im Ofen gebacken

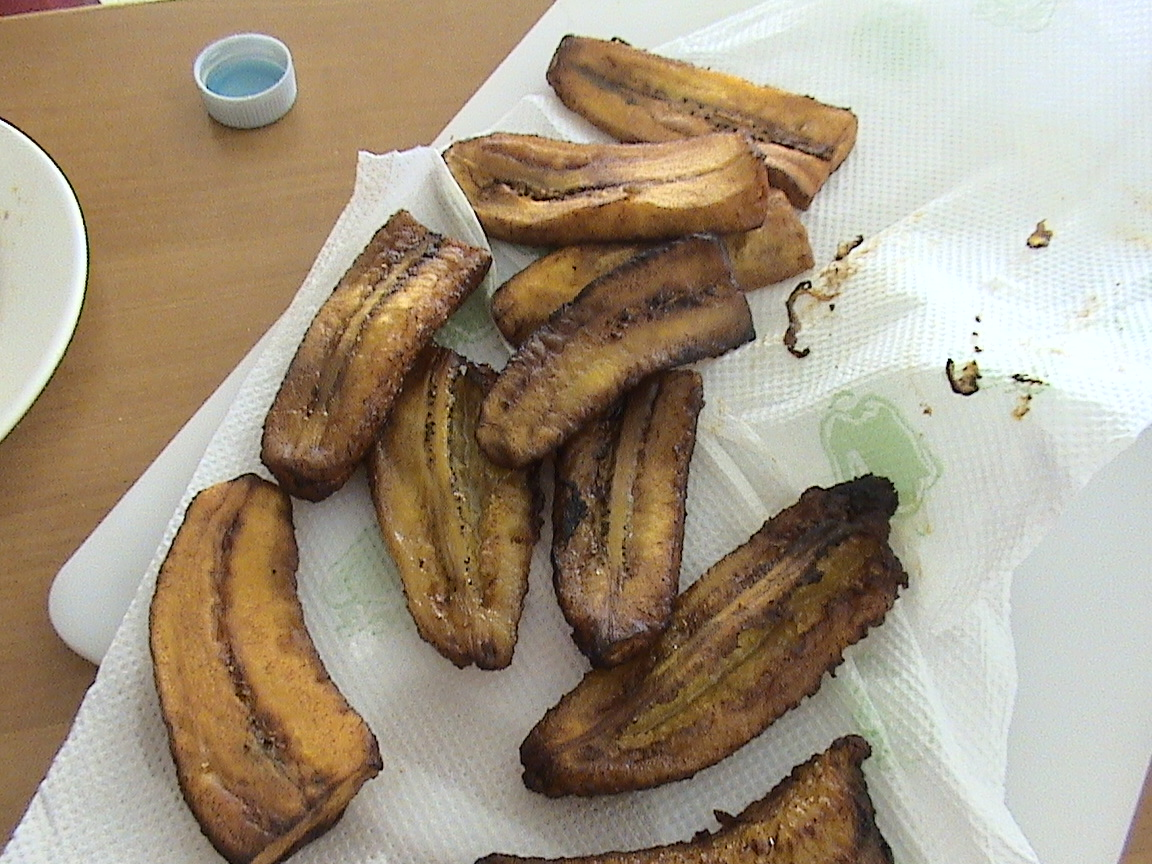
Gebratene Kochbanane in Vierteln

Im Jahr 2021 wurden weltweit 44.150.813 Tonnen Kochbananen geerntet. In den zehn größten Anbauländern wurden zusammen 82,6 % der Welternte eingebracht. In insgesamt 53 Ländern wurden etwa 6.733.791 ha dem Kochbananenanbau gewidmet.
Die Kochbanane erzielt nur etwa ein Drittel der Erträge der Dessertbanane; der Anbau der Kochbanane lieferte 2022 durchschnittlich etwa 6,6 Tonnen pro Hektar, obwohl unter guten Bedingungen auch die siebenfache Menge geerntet werden könnte. Der Unterschied wird durch den Subsistenzcharakter des Kochbananenanbaus im Gegensatz zum Exportcharakter des Dessertbananenanbaus (22,7 t/ha) erklärt. Der Etagenanbau ist wohl die ökologisch unbedenklichste Anbaumethode, weil hier keine Spritzmittel gegen Krankheiten und Fressfeinde eingesetzt werden.
| Rang | Land                         | Menge (in t) |
| ---- | ---------------------------- | ------------ |
| 1    | Uganda                       | 10.440.849   |
| 2    | Demokratische Republik Kongo | 4.887.511    |
| 3    | Ghana                        | 4.819.199    |
| 4    | Kamerun                      | 4.660.387    |
| 5    | Philippinen                  | 3.113.584    |
| 6    | Kolumbien                    | 2.478.699    |
| 7    | Elfenbeinküste               | 2.113.309    |
| 8    | Sri Lanka                    | 1.529.919    |
| 9    | Myanmar                      | 1.281.598    |
| 10   | Dominikanische Republik      | 1.151.333    |
|      | Top Ten                      | 36.476.388   |
|      | restliche Länder             | 7.674.425    |

## Verwendung

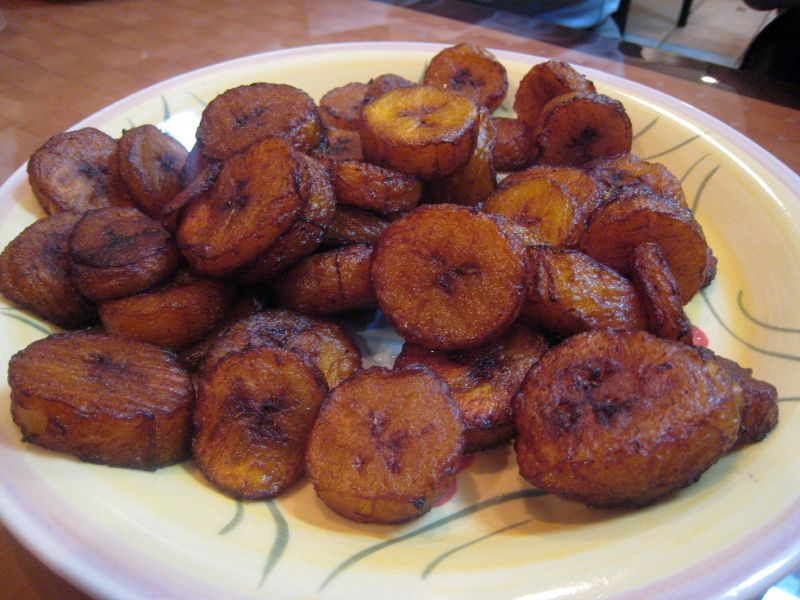
Frittierte Kochbanane in Scheiben

Der Patacon, auch  tostón im Spanischen genannt, ist eine Speise aus flachen Stücken frittierter Kochbanane. Er ist ein beliebtes Gericht bzw. Beilage in vielen lateinamerikanischen Ländern, jedoch ist es kein traditionelles Gericht, sondern wurde in die Landesküchen integriert.
Kelewele oder Kelawele ist ein beliebter ghanaischer Imbiss aus frittierten Kochbananen. Es ist neben Jollofreis und Fufu eine sehr typische Beilage der Küche in Ghana. Kelawele besteht aus gerösteten, sehr scharf gewürzten Kochbananenscheiben. Die frittierten Scheiben oder Würfel der Kochbanane (engl. plantain) werden dafür mit verschiedenen Gewürzen angerichtet. Ingwer, Cayennepfeffer und Salz sind die typischen Kelawele-Gewürze, aber auch Zwiebeln, Anis, Gewürznelken, Zimt oder Chili können verwendet werden. Kelawele ist eine häufige Beilage zu Gerichten aus Fisch oder Huhn. Aufgrund der geographischen Gegebenheiten im Land wird Kelawele seltener im Norden, jedoch häufig vom Zentrum des Landes bis in den Süden angeboten.
Aloco (auch Alloco oder Aloko) ist ein westafrikanisches Gericht aus in Palmenöl gebratenen Kochbananen. Es wird in Restaurants der Elfenbeinküste zusammen mit einer Soße aus Zwiebeln und Tomaten als Beilage serviert, von der Bevölkerung jedoch als Hauptspeise gegessen.
Matoke, auch als Matooke bezeichnet, ist eine Mahlzeit, die aus gedämpften grünen Kochbananen besteht, und eine der Nationalspeisen Ugandas.
Üblicherweise werden die Kochbananen geschält, in Bananenblätter gewickelt und in einen Kochtopf gegeben. Daraufhin wird der mit Wasser befüllte Topf erhitzt und Matoke wird für einige Stunden gedämpft. Während sie roh weiß und eher hart ist, wird Matoke durch das Dämpfen weich und gelb. Nach dem Dämpfen wird Matoke zu Brei gestampft, während sie noch in die Blätter gewickelt ist. Sie wird zusammen mit Fleisch oder Fisch und einer Sauce aus gemahlenen Erdnüssen verzehrt.
Tatale sind eine Art Eierkuchen aus weichreifen Kochbananen mit fermentiertem Maismehl in Ghana.
Sancocho ist eine Suppe aus grünen Kochbananenscheiben mit Maniok und Gemüse in Kolumbien.
In Uganda beträgt der jährliche Pro-Kopf-Konsum von Kochbananen etwa 193,31 kg. Dies sorgt für 471 kcal pro Kopf und Tag.